# Discosporium liquidambaris
Discosporium liquidambaris är en svampart som beskrevs av Petr. 1951. Discosporium liquidambaris ingår i släktet Discosporium, divisionen sporsäcksvampar och riket svampar.   Inga underarter finns listade i Catalogue of Life.